# Ammerisz
Ammerisz az ókori egyiptomi Szaisz kormányzója volt, az úgynevezett proto-szaiszi dinasztia tagja. I. e. 715/713 és 695 között volt hatalmon.

## Élete
Nevét egyedül Manethón Aegyptiacájának Euszebiosznál fennmaradt említéséből ismerjük. Itt – a szöveg változataitól függően – 12 vagy 18 évnyi uralkodási időt tulajdonítanak neki, „a núbiai” néven említik és a XXVI. dinasztia első királyának sorolják be.
Mikor a XXV. dinasztia uralkodója, a núbiai Sabataka i. e. 720–716 (vagy 715–712) között legyőzte a XXIV. dinasztiához tartozó Bakenranefet, egy hűséges parancsnokát kinevezte Szaisz kormányzójává. A kormányzó eredeti neve nem maradt fenn, csak hellenizált változata, az Ammerisz vagy Amerész. Valószínűleg i. e. 695-ben bekövetkezett haláláig irányította a várost, ekkor egy Manethónnál Sztephinatész néven említett kormányzó követte, aki II. Tefnahttal azonos.

## Fordítás
- Ez a szócikk részben vagy egészben  az   Ammeris című angol Wikipédia-szócikk ezen változatának fordításán alapul.  Az eredeti cikk szerkesztőit annak laptörténete sorolja fel. Ez a jelzés csupán a megfogalmazás eredetét és a szerzői jogokat jelzi, nem szolgál a cikkben szereplő információk forrásmegjelöléseként.